# Sason robustum
Espèce
Synonymes
- Sarpedon robustum O. Pickard-Cambridge, 1883
- Oecophlaeus cinctipes Pocock, 1892
- Sason armatoris Pocock, 1900

Sason robustum est une espèce d'araignées mygalomorphes de la famille des Barychelidae.

## Distribution

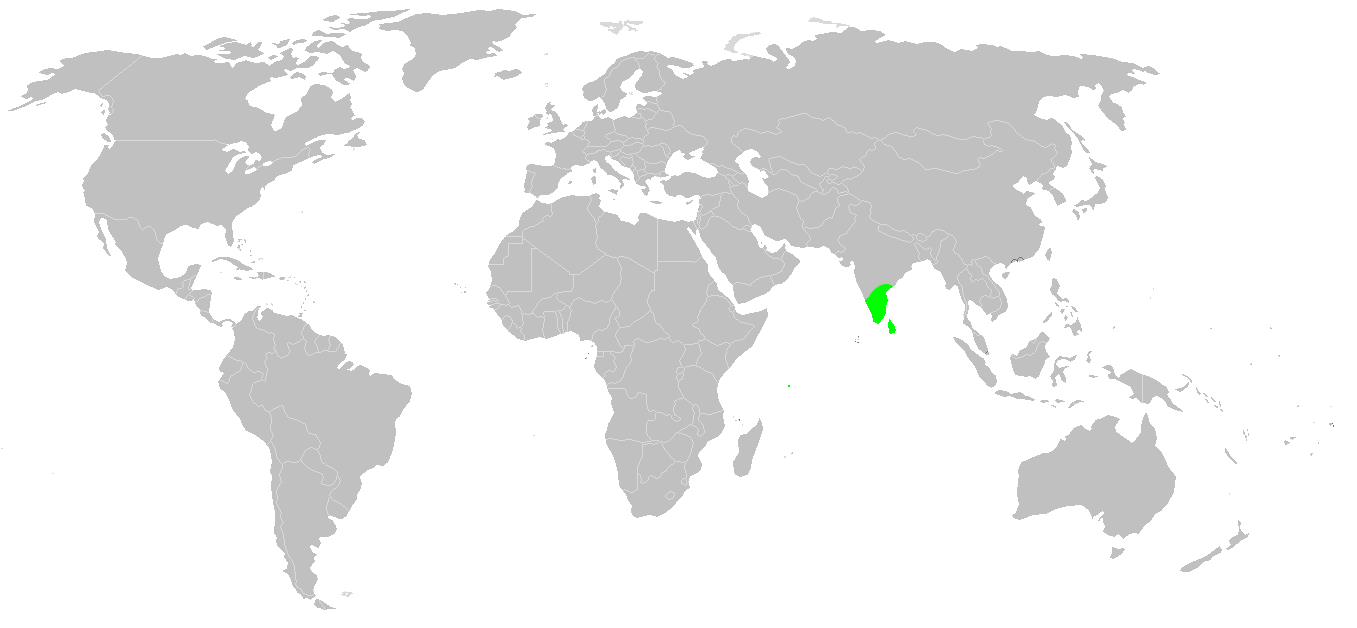

Cette espèce se rencontre en Inde, au Sri Lanka et aux Seychelles,.

## Description

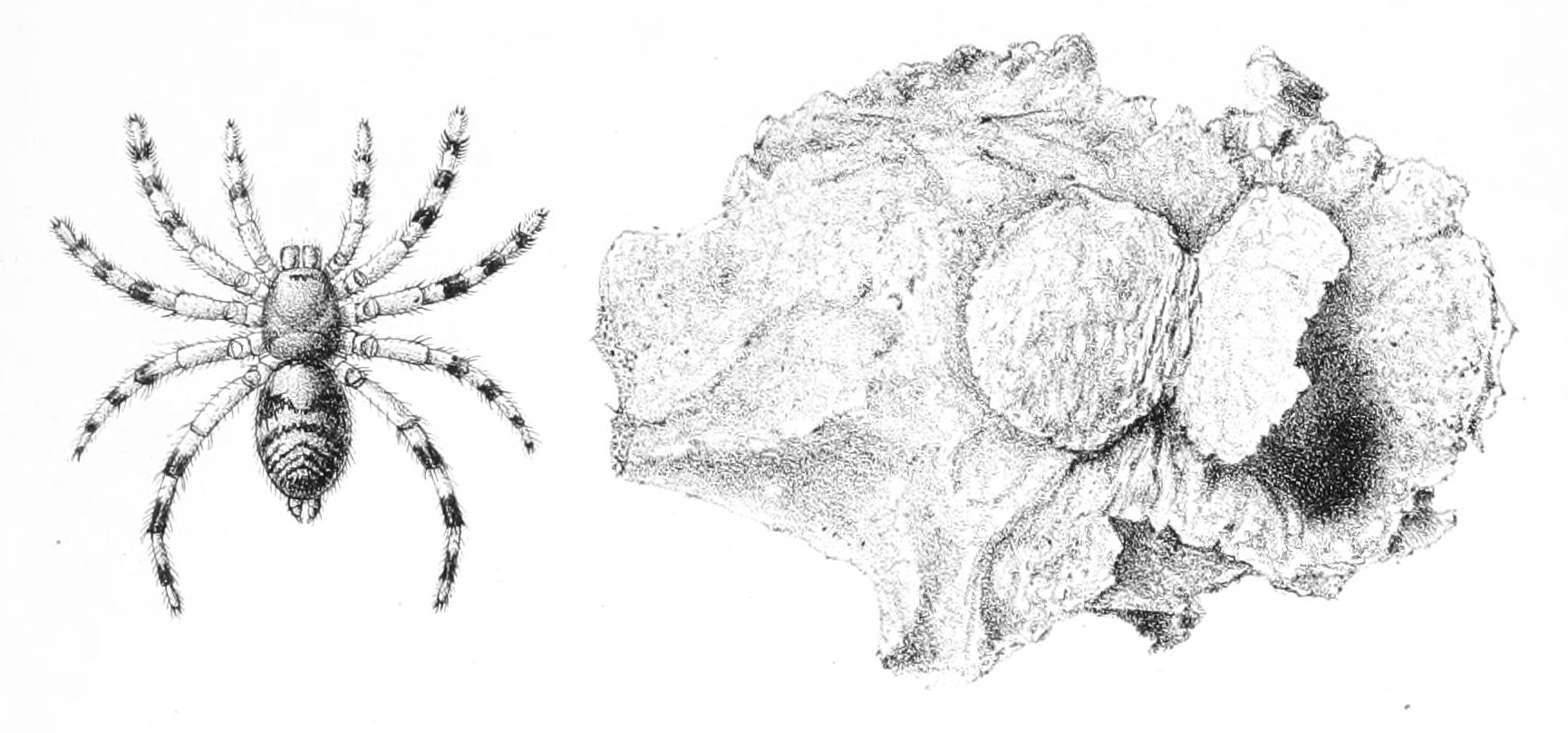
Sason robustum adulte et son nid

La carapace de la mâle décrit par Raven en 1986 mesure 4,64 mm de long sur 4,56 mm et l'abdomen 4,00 mm de long sur 3,75 mm et la carapace de la femelle mesure 4,83 mm de long sur 4,17 mm et l'abdomen 6,00 mm de long sur 4,58 mm.

## Publication originale
- O. Pickard-Cambridge, 1883 : On some new genera and species of spiders. Proceedings of the Zoological Society of London, vol. 1883, p. 352-365 (texte intégral).